# Pilastro dei nauti
Il pilastro dei nauti (in francese Pilier des nautes) è una colonna monumentale gallo-romana del I secolo, eretta dalla corporazione dei marinai di Lutezia (i Nautes) in onore di Giove. Scoperto frammentario nel XVIII secolo durante scavi sotto la cattedrale di Notre-Dame di Parigi, è attualmente esposto nel Museo di Cluny, assieme a una proposta di ricostruzione.

## Storia
Il pilastro fu eretto in onore di Giove dai Nauti (Nautes) di Lutezia. La dedica, in cui è menzionato Tiberio, permette di datarla al I secolo, dato che l'imperatore romano regnò tra il 17 e il 37. Nel III secolo, i quattro blocchi di pietra che formavano il pilastro furono spezzati in due e riutilizzati per rinforzare le fondamenta delle mura lungo la Senna. Nel corso del tempo, l'Île de la Cité aumentò la sua estensione, tanto che le banchine del III secolo si trovano ora a circa una dozzina di metri dalle rive dell'attuale corso del fiume. Nel frattempo, nel 528, Childeberto I fondò la cattedrale di Santo Stefano sul sito del tempio gallo-romano. Questo edificio sacro, a sua volta, fece da base alla cattedrale di Notre-Dame di Parigi, costruita a partire dal 1163.
Il pilastro fu dissotterrato durante la costruzione di una cripta sotto la cattedrale di Notre-Dame il 16 marzo 1711, durante degli scavi intrapresi per volontà di Luigi XIII. Non tutti i pezzi del pilastro furono ritrovati; un livello si è conservato intero, mentre degli altri tre livelli resta solo la metà superiore.
Conservato al Museo di Cluny, contestualizzato nelle rovine romane del frigidarium delle Terme di Cluny, è ad oggi il più antico monumento indigeno datato di Parigi.

## Descrizione
Lo stato frammentario del reperto permette solo una ricostruzione ipotetica, soprattutto per quanto riguarda l'originale sequenza dei blocchi i quali in passato, per esempio, erano già stati interpretati come singoli altari slegati tra loro. Il monumento era in origine costituito da 4 blocchi di pietra calcarea di Saint Leu e ciascuno di essi possedeva in ognuna delle facce dei rilievi in cui si mescolavano divinità galliche e romane: Giove, Mercurio, Marte, Fortuna, Castore e Polluce, Vulcano ed Esus, Tarvos Trigaranos, Smertrios e Cernunnos, identificabili da iscrizioni lungo il bordo superiore di ogni rilievo. Il pilastro, che doveva essere alto 5,24 metri ed avere i lati di 91×74 centimetri, era probabilmente coronato da una statua di Giove che si ergeva al di sopra della composizione.

## Dedica
Sul pilastro è incisa la seguente dedica a Giove:
(Iscrizione del Pilastro dei Nauti, vedi Duval, p. 8.)
Oltre a definire esattamente il periodo di erezione del pilastro e la principale divinità a cui era riferito, la dedica permette di ascrivere il monumento alla committenza dei Nautes o Nauti, una confraternita di armatori e marinai che navigano lungo i fiumi e i corsi d'acqua della Gallia. Dovevano essere armatori o mercanti piuttosto benestanti, poiché era tra le loro file che le altre confraternite di marinai (es. dendrophorus e utricularius) di solito sceglievano i loro patroni. L'iscrizione mostra che i Nautes possedevano un fondo comune e quindi una personalità giuridica, il che ne fa la prima compagnia di cui si abbia traccia a Parigi.

## Interpretazione
Lo storico Henri Lavagne scrisse che il pilastro parigino si presenta come "la testa di una serie di monumenti che, in Gallia, divengono in successione le colonne di Giove, erette da uno zoccolo rappresentante quattro divinità, ma che non avranno mai più (salvo forse a Mavilly) quell'aspetto di catechismo in immagini che caratterizza il monumento proveniente dall'antica Lutezia". Un catechismo che è anche vulgata, un equilibrio fra la religione greco-romana e quella gallica testimoniato dal bilinguismo delle iscrizioni che lasciano supporre ad una coesistenza pacifica delle religioni.
Secondo la storica Anne Lombard-Jourdan, con la costruzione del pilastro i Nauti intendevano indicare ai popoli della Gallia conquistata la via della cooperazione con i Romani, che ora era ragionevole seguire. Con la dedicazione della colonna a Giove, essi dimostravano di accettare la religione dei Romani, pur affermando la loro fedeltà ai culti indigeni con la menzione degli dei gallici. La costruzione del pilastro è contemporanea al divieto delle assemblee dei druidi: secondo la storica, dando una figura umana agli dei gallici, i Nauti contribuirono a rovinare la posizione dei druidi come intermediari tra gli dei e gli uomini. Per Anne Lombard-Jourdan, il pilastro sarebbe stato situato a Lendit, tra Parigi e Saint-Denis, vicino al luogo dove, secondo la sua ricostruzione, si sarebbero riuniti i druidi della Gallia.

## Galleria d'immagini

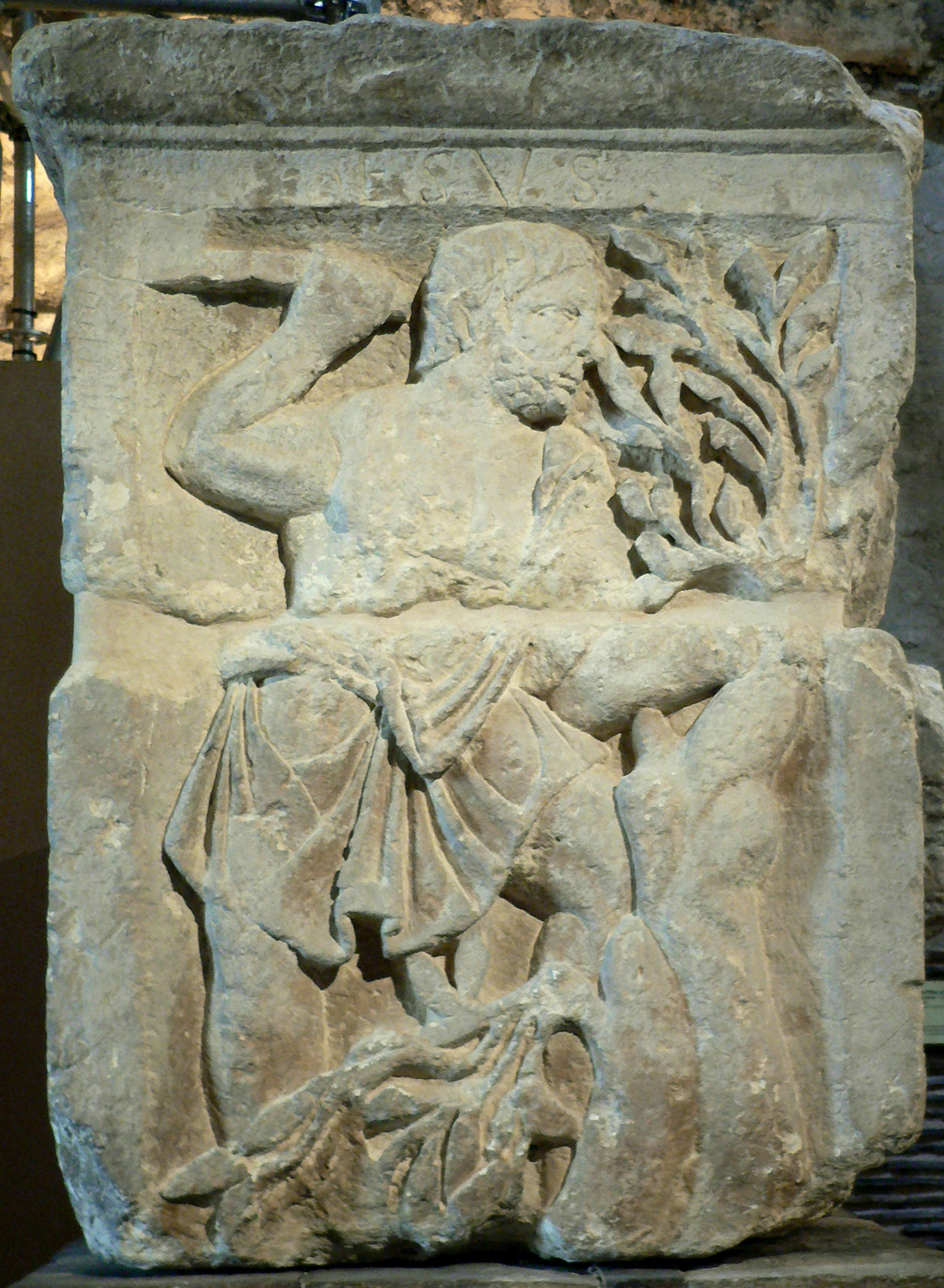
Esus
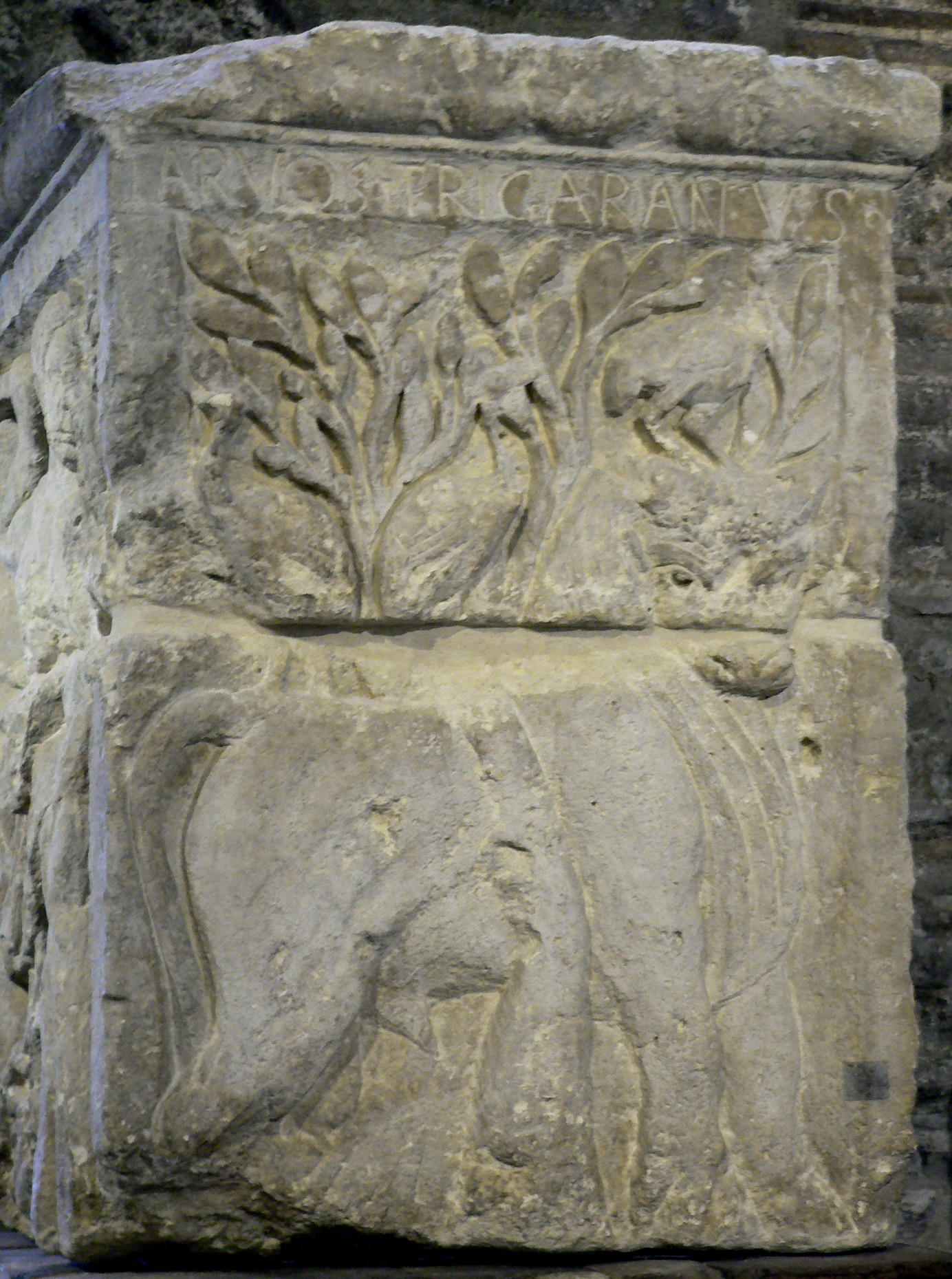
Tarvos trigaranos
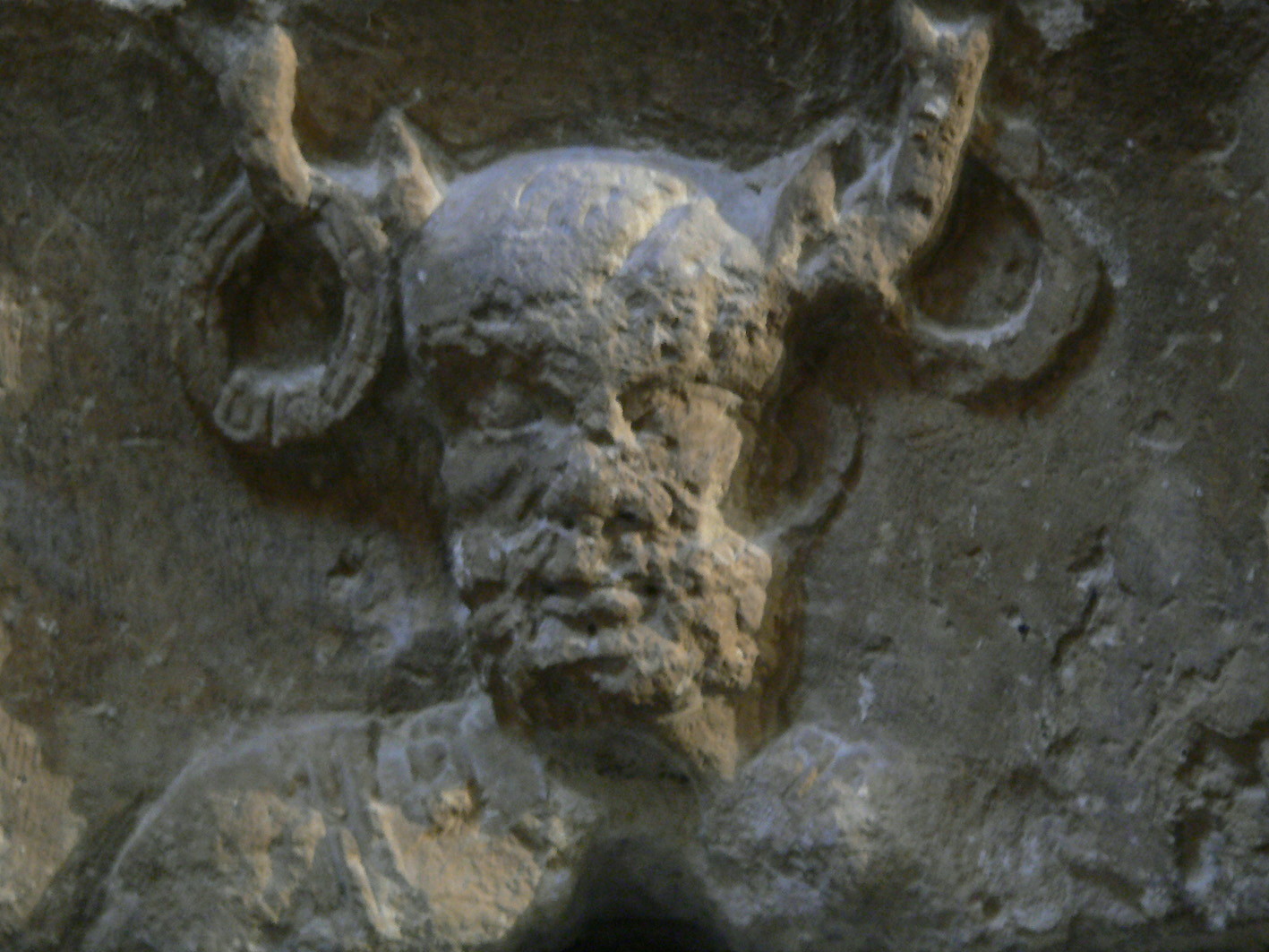
Cernunnos
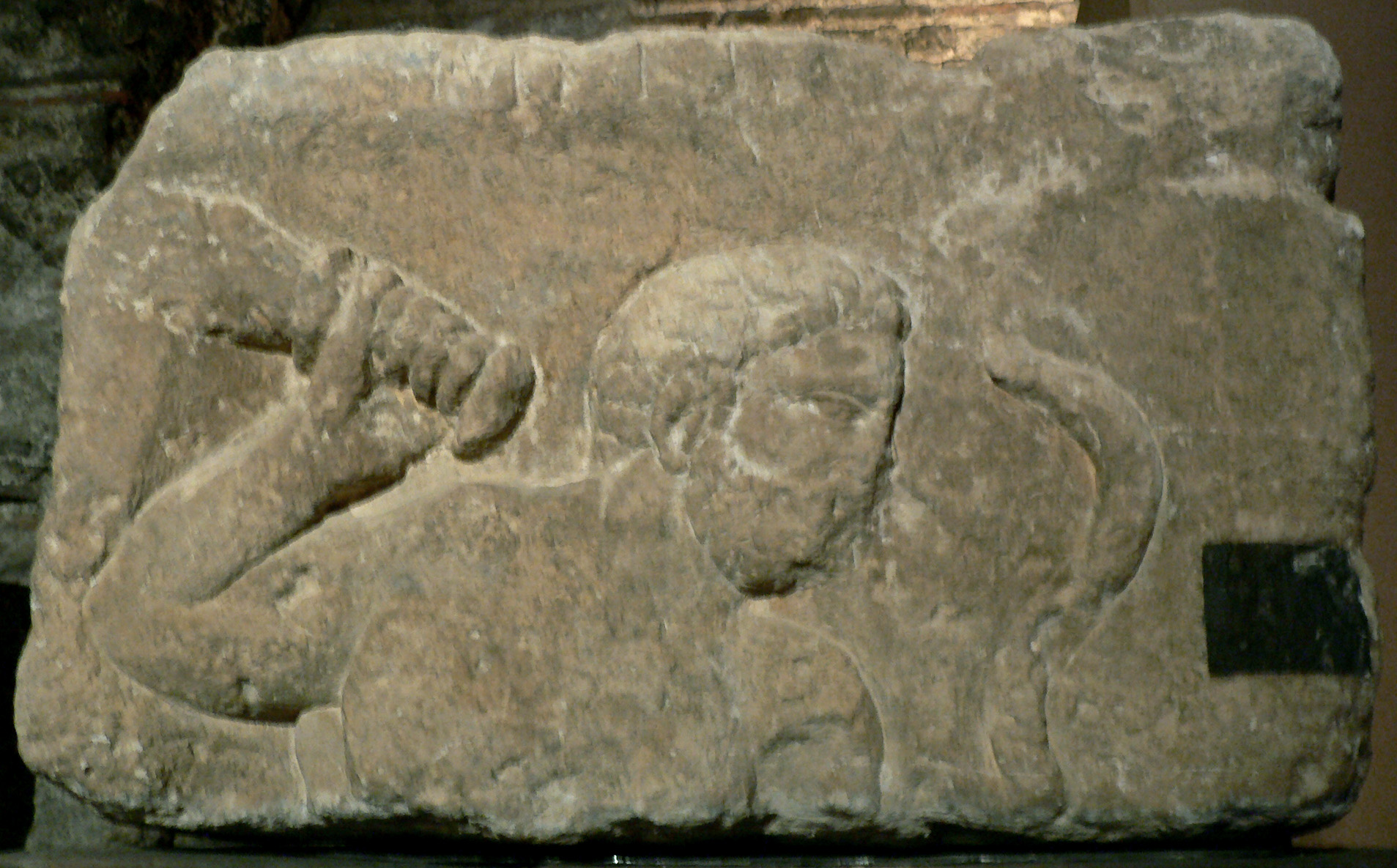
Smertrios
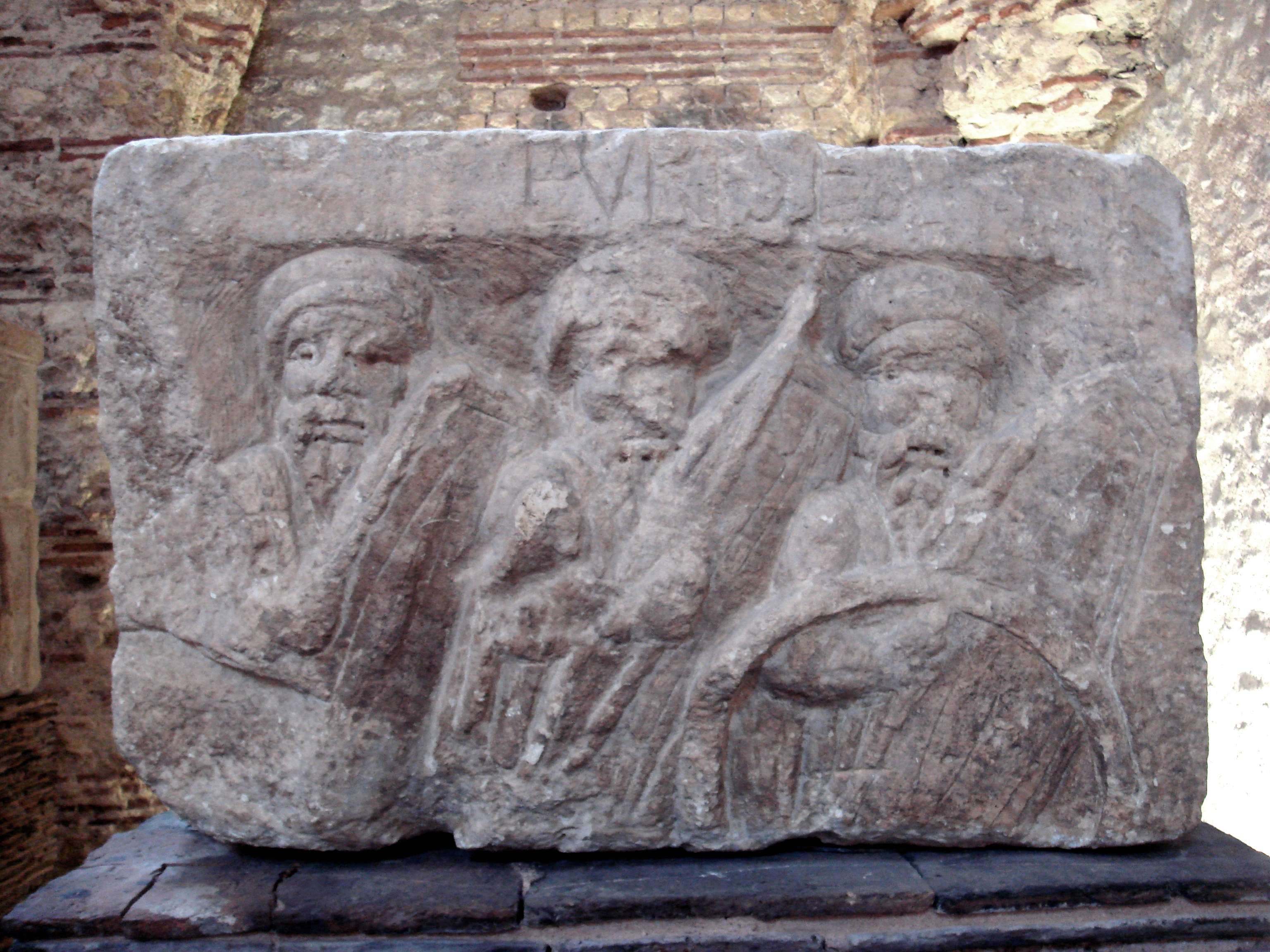
I Nauti armati